# Vlag van Middelburg

De vlag van Middelburg

De vlag van Middelburg de is vlag van de Nederlandse stad en gemeente Middelburg. Het dundoek is rood van kleur en in het midden staat dezelfde toren die ook op het gemeentewapen afgebeeld staat.
Het betreft een dubbele toren, dat is een toren met een torentje erbovenop, die geel van kleur is. De poort in het midden is open. Op de bovenste geleding van de toren staan vier kantelen, op de onderste geleding staan eveneens vier kantelen, deze vier kantelen lopen echter door naar beneden. In het midden van de toren is een rond raam aangebracht. Uit de band om het raam steken vier trapeziumvormige stenen.
De hedendaagse vlag van een rechthoekig rood vlak met daarop de gouden burcht is per gemeenteraadsbesluit van 27 april 1974 aangenomen.

## Historische vlaggen
Een voorgaande vlag had drie horizontale banen in geel, wit en rood. Deze vlag werd in 1739 en 1783 als vlag van Middelburg genoemd.
In de zeventiende eeuw waren er volgens sommige bronnen ook een groen-wit-blauwe en een egaal groene vlag in gebruik.

Reconstructie van de geel-wit-rode vlag
Reconstructie van de groen-wit-blauwe vlag
Reconstructie van de groen vlag

## Oude afbeeldingen
Op oude vlaggenkaarten komt de vlag in de huidige vorm reeds voor, echter Bowles tekende in 1783 de vlag met vermelding van gebruik als geus, met een enkele toren. Daarnaast op dezelfde kaart de geel-wit-rode vlag als stadsvlag:

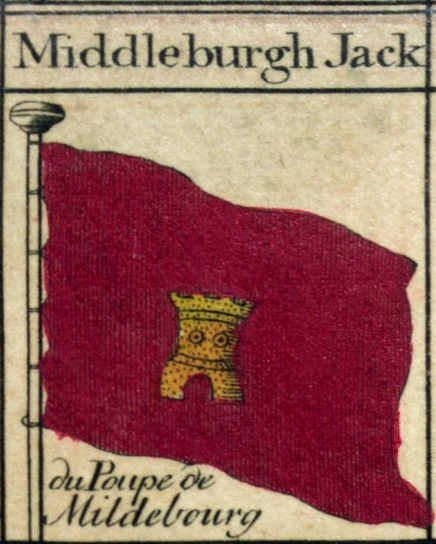
De huidige vlag van Middelburg als geus, getekend door Bowles in 1783
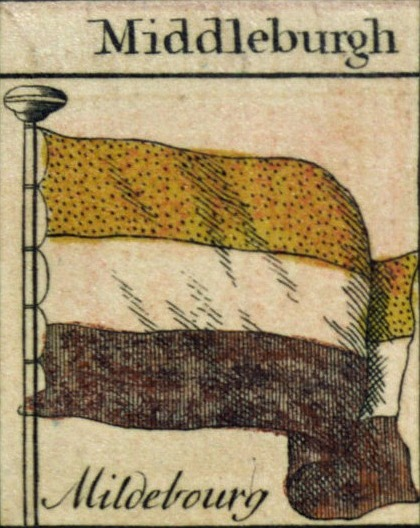
De geel-wit-rode vlag van Middelburg, getekend door Bowles in 1783

Opmerking: de geel-wit-rode vlag lijkt andere kleuren te hebben, maar Bowles heeft de vlag correct volgens heraldisch gebruik gearceerd.